# Christopher Keith Willis
Christopher Keith Willis (* 14. März 1964 in Kapstadt) ist ein südafrikanischer Entomologe und Naturschützer.

## Leben
Willis war von 1987 bis 1989 Forschungsassistent am Mammal Research Institute der Universität Pretoria. Von 1990 bis 1996 war er Lecturer an der Universität Venda. Er erlangte im Jahr 1994 den Master of Science in Naturschutzbiologie von der Universität Kapstadt, den er mit der Bewertung cum laude abschloss. Von 1996 bis 2000 war er Regionalkoordinator am South African Biodiversity Network (SABONET). Von 2000 bis 2004 war er Direktor bei den Gardens & Horticultural Services des South African National Biodiversity Institute (SANBI). Seit 2004 ist er leitender Direktor der Abteilung Naturschutz, Gärten und Tourismus am SANBI.
Willis war von 2000 bis 2001 Vorsitzender der IUCN/SSC Southern African Plant Specialist Group.
Willis’ anfängliches Interesse galt der Erforschung von Ameisen und Termiten, doch später konzentrierte er sich mehr auf den Naturschutz im Allgemeinen und das Management der biologischen Vielfalt. Er widmete sich mit großem Erfolg dem SABONET-Programm, das die regionale Botanik in den Entwicklungsländern des südlichen Afrikas (Southern African Development Community, SADEC) fördert.
Willis ist Mitautor der Bücher Index herbariorum: southern African supplement (1997, mit Gideon F. Smith) Inventory, evaluation and monitoring of botanical diversity in southern Africa: a regional capacity and instituton building network (SABONET) (1998), Southern African herbarium needs assessment (1999, mit Gideon F. Smith) und Looking back on the SABONET Project: a triumph of regional cooperation (2008, mit Gideon F. Smith)
Willis’ Ameisenexemplare (Formicidae) befinden sich im Iziko South African Museum, Kapstadt, und einige wurden zur Identifizierung an das Natural History Museum in London geschickt. Einige seiner Fotografien über die Naturgeschichte des Free State National Botanical Garden befinden sich im Besitz dieses Gartens. Seine Schmetterlingsfotografien aus dem Free State National Botanical Garden wurden dem Virtuellen Museum des Southern African Butterfly Conservation Assessment (SABCA), der Animal Demography Unit der Universität Kapstadt, zur Verfügung gestellt.

## Auszeichnungen
1983 erhielt Willis die South African Defence Force Pro Patria Medal, 1986 den South African Association of Botanists South Western Cape Branch Book Prize, 1994 den Dr. H.E. Joosub Award des Percy FitzPatrick Institute of African Ornithology für seine studentischen Leistungen an der Universität Kapstadt und 1999 wurde er mit dem Chairman’s Merit Award des National Botanical Institute ausgezeichnet.